# فيزياء الجسيمات
فيزياء الجسيمات (بالإنجليزية: Particle physics)‏ أحد فروع الفيزياء الذي يدرس جسيمات (particles) ذات كتلة وإشعاع (radiation) بلا كتلة وهذان هما المكونان لفيزياء الجسيمات جسيمات أولية للمادة والإشعاع. والجسيمات مصطلح يطلق على العديد من الأجسام متناهية الصغر كجزيئات الغاز والبروتونات أو حتى الغبار المنزلي، وفيزياء الجسيمات تدرس الجسيمات المكونة للذرة والإشعاع المنبثق عنها وتأثر الجسيمات (ذات الكتلة) بالإشعاع عديم الكتلة وتفاعلهما معا (الجسيمات والإشعاع). تدعى أيضا فيزياء الطاقة العالية، لأن العديد من الجسيمات الأولية لا تظهر تحت الشروط الطبيعية بل نستطيع مشاهدتها عن طريق تصادم (collision) جسيمات معهودة لنا، مثل البروتونات أو الإلكترونات ذات الطاقية العالية (سرعات عالية) فتُخَلَّقْ نتيجة التصادم واكتشافها. هذا ما يتم فعله في مسرعات الجزيئات (particle accelerator)، مثل مصادم الهدرونات الكبير.

## الجسيمات دون الذرية
وتركز أبحاث فيزياء الجسيمات الحديثة على الجسيمات دون الذرية، بما في ذلك مكونات ذرية مثل الإلكترونات، والبروتونات، والنيوترونات (البروتونات والنيوترونات هي جسيمات مركبة تسمى الباريونات، مصنوعة من الكواركات)، التي تنتجها عمليات الإشعاع والتقطيع، مثل الفوتونات، النيوترونات، والميونات، فضلا عن مجموعة واسعة من الجزيئات الغريبة. وتخضع ديناميات الجسيمات أيضا لميكانيكا الكم. ويكون سلوك هذه الجزيئات (البروتونات، النيترونات... الخ) ازدواجيا. ازدواجية (الجسيم_الموجة) حيث يكون سلوكها مشابها لسلوك الجسيمات تحت ظروف مخبرية معينة ومشابها لسلوك الموجات في ظروف مخبرية أخرى.
وبمصطلحات أكثر تقنية، تُوصف باستخدام متجهات الحالة الكمومية في فضاء هيلبرت، والتي يُتَعَامَل معها أيضا في نظرية الحقل الكمومي. وكما اصطلح عليه علماء فيزياء الجسيمات، يُطَبَقْ مصطلح الجسيمات الأولية (Elementary Particles)، على هذه الجسيمات بناء على كونها غير قابلة للتجزئة ولا تتكون من جسيمات أخرى أكثر صغرا.
جميع الجسيمات وتفاعلاتها المشهودة حتى اليوم يمكن ان تُوصَّفْ كلياً بنظرية الحقل الكمومي المسماة (Standard Model) وهذا النموذج بصيغته الحالية يحوي 61 جسيما أساسيا.
هذه الجسيمات يمكن تجميعها لتكوين جسيمات مركبة وهذا النموذج يتفق تقريبا مع جميع التجارب المخبرية التي أجريت حتى اليوم، وعلى الرغم من هذا، يرى معظم فيزيائيي الجسيمات أن هذه النظرية غير كافية لوصف الطبيعة وأن نظرية أساسية وأكثر شمولية على وشك الانكشاف.
القياسات في السنوات الحديثة اظهرت لأول مرة اختلافا في كتلة النيترون عن فرضيات (Standard Model).
|           | أنواع | أجيال | جسيم مضاد | ألوان  | مجموع |
| كوارك     | 2     | 3     | زوجي      | 3      | 36    |
| لبتون     | 2     | 3     | زوجي      | لا شيء | 12    |
| غلوون     | 1     | 1     | فيه نفسه  | 8      | 8     |
| بوزونات W | 1     | 1     | زوجي      | لا شيء | 2     |
| بوزونات Z | 1     | 1     | فيه نفسه  | لا شيء | 1     |
| فوتون     | 1     | 1     | فيه نفسه  | لا شيء | 1     |
| بوزون     | 1     | 1     | فيه نفسه  | لا شيء | 1     |
| مجموع     | مجموع | مجموع | مجموع     | مجموع  | 61    |

## وصلات خارجية
- أخبار ومعلومات حول فيزياء الجسيمات
- مغامرة الجسميات - مشروع تعليمي ممول من قبل Particle Data Group)
- مجلة (تناظر)
- مقدمة إلى تاريخ الجسيمات لماتيو نوبلز:
  - الجزء الأول
  - الجزء الثاني
  - الجزء 3a
  - الجزء 3b
- قاعدة بيانات مقالات الطاقة العالية